# Великие Автюки
Великие Автюки (бел. Вялі́кія Аўцюкі́, иногда Большие Автюки) — деревня в Калинковичском районе Гомельской области Беларуси. Административный центр Великоавтюковского сельсовета.

## География

### Расположение
В 23 км на юго-восток от Калинкович, 15 км от железнодорожной станции Голевицы (на линии Гомель — Лунинец), 120 км от Гомеля.
Граничит с агрогородком Малые Автюки.

### Гидрография
На реке Дымарка (приток реки Припять).

## Транспортная сеть
Транспортные связи по просёлочной, затем автомобильной дороге Гомель — Лунинец. Планировка состоит из длинной криволинейной широтной улицы и параллельной к ней короткой прямолинейной улице. Застройка двусторонняя, деревянная, усадебного типа.

## История
По письменным источникам известна с конца XV века как деревня Аутичи в Мозырском повете Минского воеводства Великого княжества Литовского, великокняжеская собственность. По письменным источникам известна с конца XV века как село Автютевичи Речицкого уезда Великого княжества Литовского: в 1482 году староста мозырский Михаил Гашный спешно возвел замок в Мозыре от набегов крымских татар, и жители села Автютевичи были приписаны к Мозырскому замку. Следующее упоминание автюковцев — в Описе Мозырского замка 1552 года, где они названы «людьми господарскими» (то есть государственными в отличие от крепостных): Костюк Величкович, Потап брат его, Микита Величкович, Шоя Величковичи Андрей братие их, Отрохим Пашкевич, Василь Крупеченин, Трухон Дашкович, Сергей Дашкович, Сидор Денисович, Омельян Сенкович, Лукьян Евсеевич, Степан Кузевич, Евсей Кузевич, Василь Котович, Нестер Курилович, Семен Филистович, Замко Ходорович, Василь Ескович, Марко Панкратович, Карп Лесутич, Михей брат его, Иван Прихожий . Они обязаны были давать на Мозырский замок 248 литров меда и 17 рублей серебром.
Под 1560 год значится в актах о разграничении деревни с соседними селениями. В XVII веке переселенцы из деревни Автючавичи основали новую деревню и назвали её Малые Автюки, а деревня Автючавичи стала называться Великие Автюки, но в названии деревень слова Автюки и Автючавичи ещё долго употреблялись совместно. Сохранилась жалоба владельцев деревни Менчинских царю Алексею Михайловичу, писаная осенью 1654 года в связи с разграблением деревни. Под 1774 год обозначена в документах об уточнении границ деревни.
После 2-го раздела Речи Посполитой (1793 год) в составе Российской империи. Сохранилась квитанция Минского рекрутского департамента Мозырскому старасте Еленскому о принятии от него 24 апреля 1797 года рекрутов из деревни Автючавичи Великие и Автючавичи Малые. В 1795 году в Мозырском уезде Минской губернии. Действовала церковь великомученика Георгия . На места старой в 1850 году построено новое здание церкви. В 1821 году произошли антифеодальные выступления крестьян деревень Великие и Малые Автюки. Причина — сильное налоговое давление и нехватка пахотных земель. Среди крестьян упоминаются Иван Гаркуша и Трофим Веко, которые были наказаны ссылкой. В 1844 году открыто народное училище. В 1885 году центр волости, в состав которой в 1890 году входили 20 селений с 907 дворами. Согласно переписи 1897 года действовали церковь, церковно-приходская школа, хлебозапасный магазин, 2 трактира.
Первым, кто обратил внимание на характерные особенности автюковцев, был известный этнограф и фольклорист Исаак Сербов. В книге «Поездки по Полесью 1911 и 1912 годов» (1914) он писал: "Местные дреговичи заметно отличаются от полешуков как по внешности, так и образу жизни. Здесь виден народ крепкий, красивый и жизнерадостный. Особенно миловидностью отличаются женщины. Притом они ещё и отличные рукодельницы. Автюки населяют два соседних села Великие и Малые Автютевичи… и представляют чрезвычайно интересный этнографический тип. Автюк, более южный, брюнет, среднего роста и красивого телосложения. Говорит он скороговоркой с южно-русским акцентом, совершенно произвольно сокращая слова. В живом языке можно услышать такие слова: «Мо бутца трэа? — Озьмит-ка её на ба плечы»; «Хоила моа день, або два, дый ничога не выхоила». То же самое заметно в изменении голосовых звуков. Так, например, гласный «у» переходит в «ы»: хамыт, стрына и т. п. Кроме того, в говоре автюков сохранились формы и обращения русского праязыка. Например, слышатся такие выражения: «Мати, дось тобе седзець, будемо обедати» — «Хто знацьме про стары горад» — «Иттиму дзве версте пеша…».
С 8 декабря 1926 года центр Великоавтюковского сельсовета Юровичского, с 8 июля 1931 года Мозырского, с 3 июля 1939 года Калинковичского района Речицкого, с 9 июня 1927 года Мозырского (до 26 июля 1930 года и с 21 июня 1935 года до 20 февраля 1938 года) округа, с 20 февраля 1938 года Полесской, с 8 января 1954 года Гомельской областей.
В 1929 году организованы колхозы «Красный борец» и «Красная звезда», работали паровая мельница (с 1925 года), конная круподёрка (с 1926 года), кузница и шерсточесальня. В 1930-х годах начальная школа преобразована в 7-летнюю (в 1935 году 341 ученик). Во время Великой Отечественной войны в октябре 1943 года оккупанты сожгли 290 дворов и расстреляли 32 жителя. Освобождена 12 января 1944 года. В боях около деревни погибли 315 советских солдат (похоронены в братской могиле в 2 км на юг от деревни). В числе похороненных Герой Советского Союза А. А. Князев. 214 жителей погибли на фронте и в партизанской борьбе. Согласно переписи 1959 года в составе совхоза «Голявичи» (центр — деревня Александровка). Расположены средняя школа, детский сад, клуб, библиотека, фельдшерско-акушерский пункт, отделение связи, 2 магазина. Деревня широко известна своим юмором. В 1995 году здесь прошёл первый, в 1997 году — второй Всебелорусский фестиваль сатиры и юмора. А впоследствии их проведение и вовсе стало доброй традицией. И теперь в это место регулярно организуют туристические поездки не только из городов самой Белоруссии, но и из России, с Украины, из Польши.
В селе родился Герой Советского Союза Яков Москаленко.

## Население

### Численность
- 2004 год — 272 хозяйства, 611 жителей.

### Динамика
- 1795 год — 116 дворов[4].
- 1816 год — в Великих Автюках 108 дворов, 478 жителей[5].
- 1848 год — 113 дворов.
- 1857 год — 859 (прихожан церкви)[6]
- 1885 год — 161 двор, 1025 жителей.
- 1897 год — 191 двор, 1557 жителя[7] (согласно переписи).
- 1908 год — 278 дворов, 1791 житель.
- 1940 год — 490 дворов, 1620 жителей.
- 1959 год — 1639 жителей (согласно переписи).
- 2004 год — 272 хозяйства, 611 жителей.

## Культура
- Дом культуры
- Музей ГУО «Великоавтюковская базовая школа»

## События и мероприятия
- Республиканский фестиваль народного юмора «Аўцюкі». С 1995 года проходит в Малых и Великих Автюках.

## Достопримечательность
- Братская могила советских воинов (1943) —  Историко-культурная ценность Республики Беларусь, шифр 313Д000376. Памятник, установленный на братской могиле, в которой похоронено 315 советских воинов, погибших в январе 1944 года в боях за деревню.
- Свято-Георгиевская церковь (2011)

## Галерея

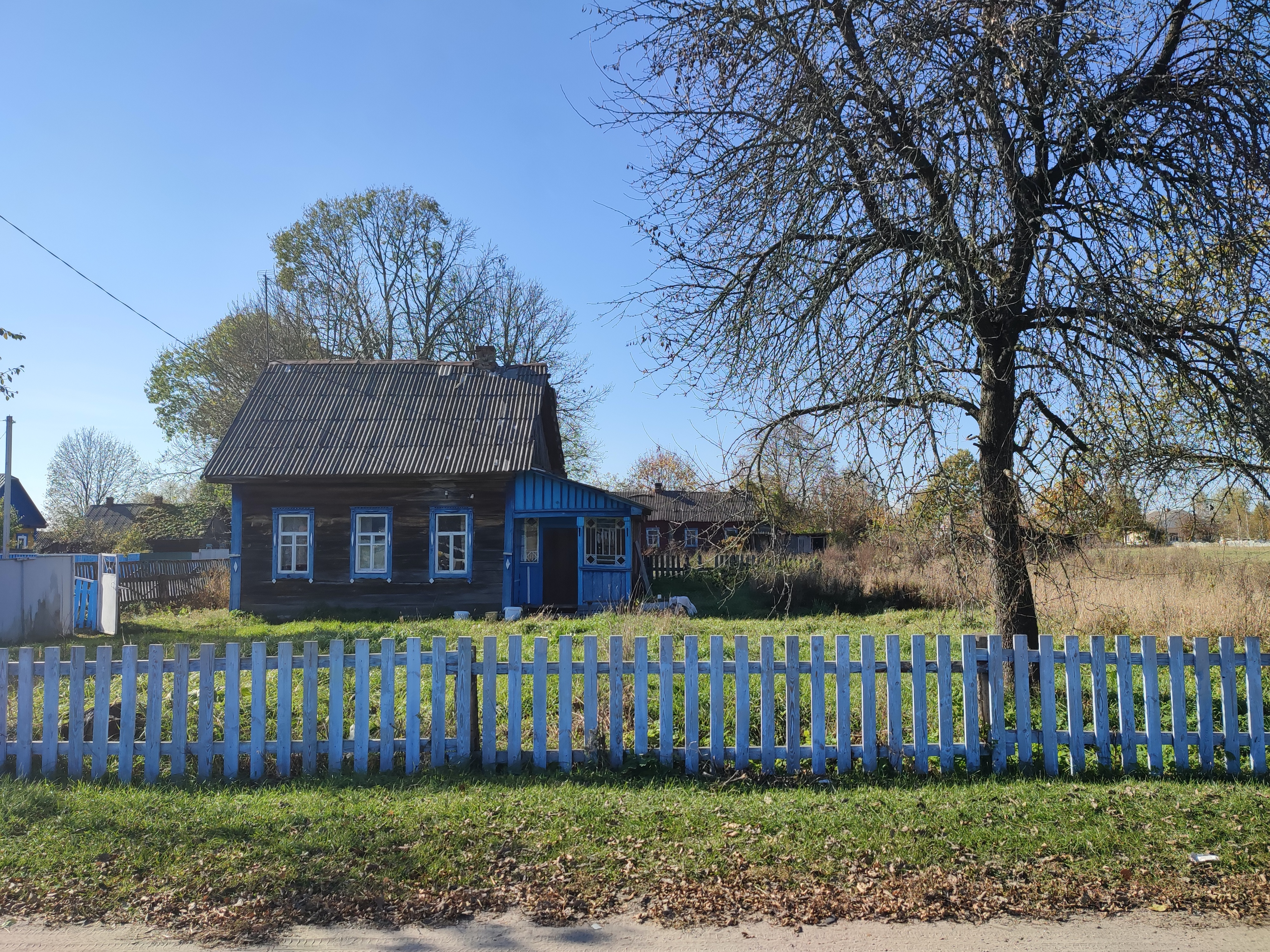
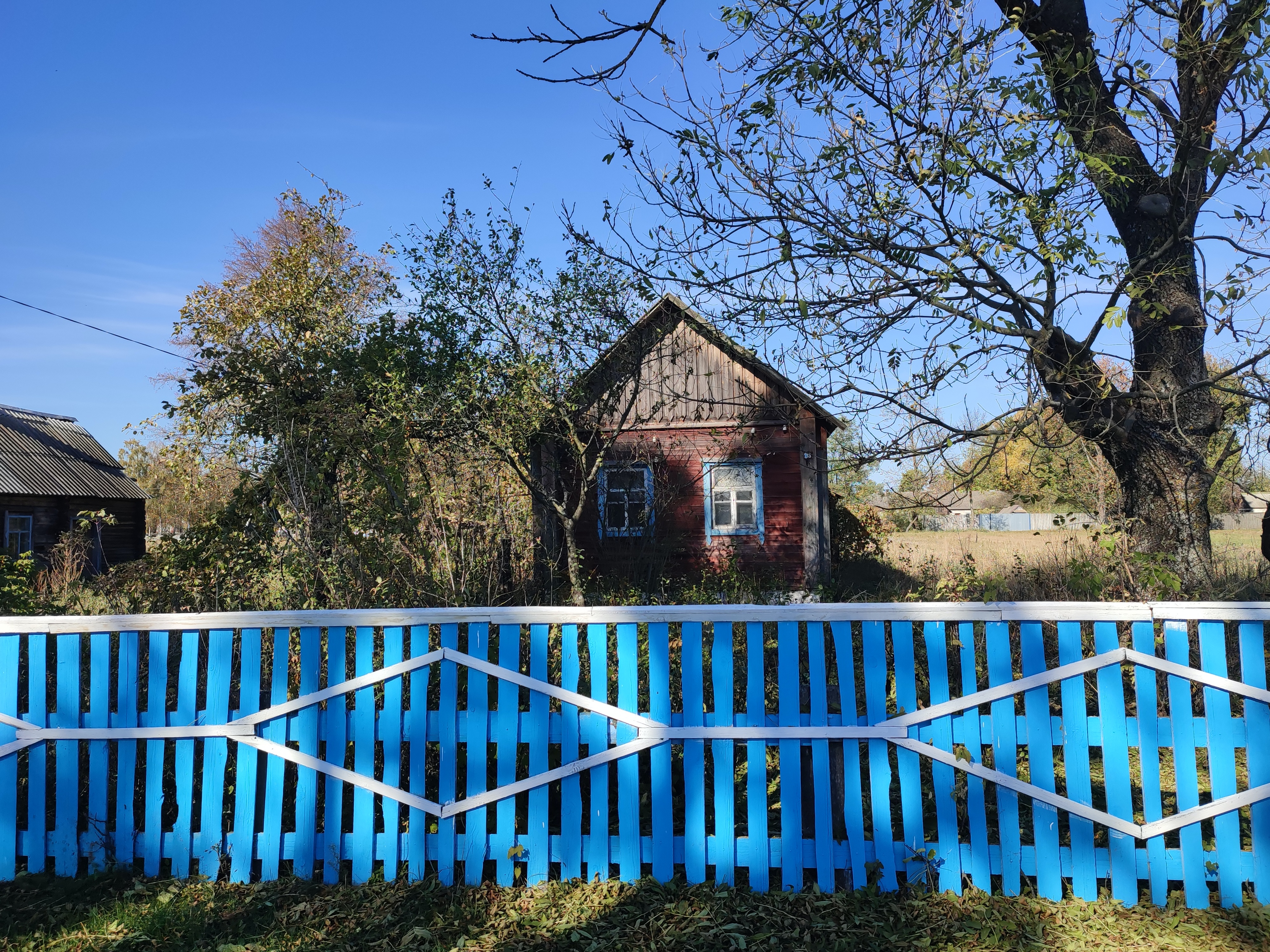
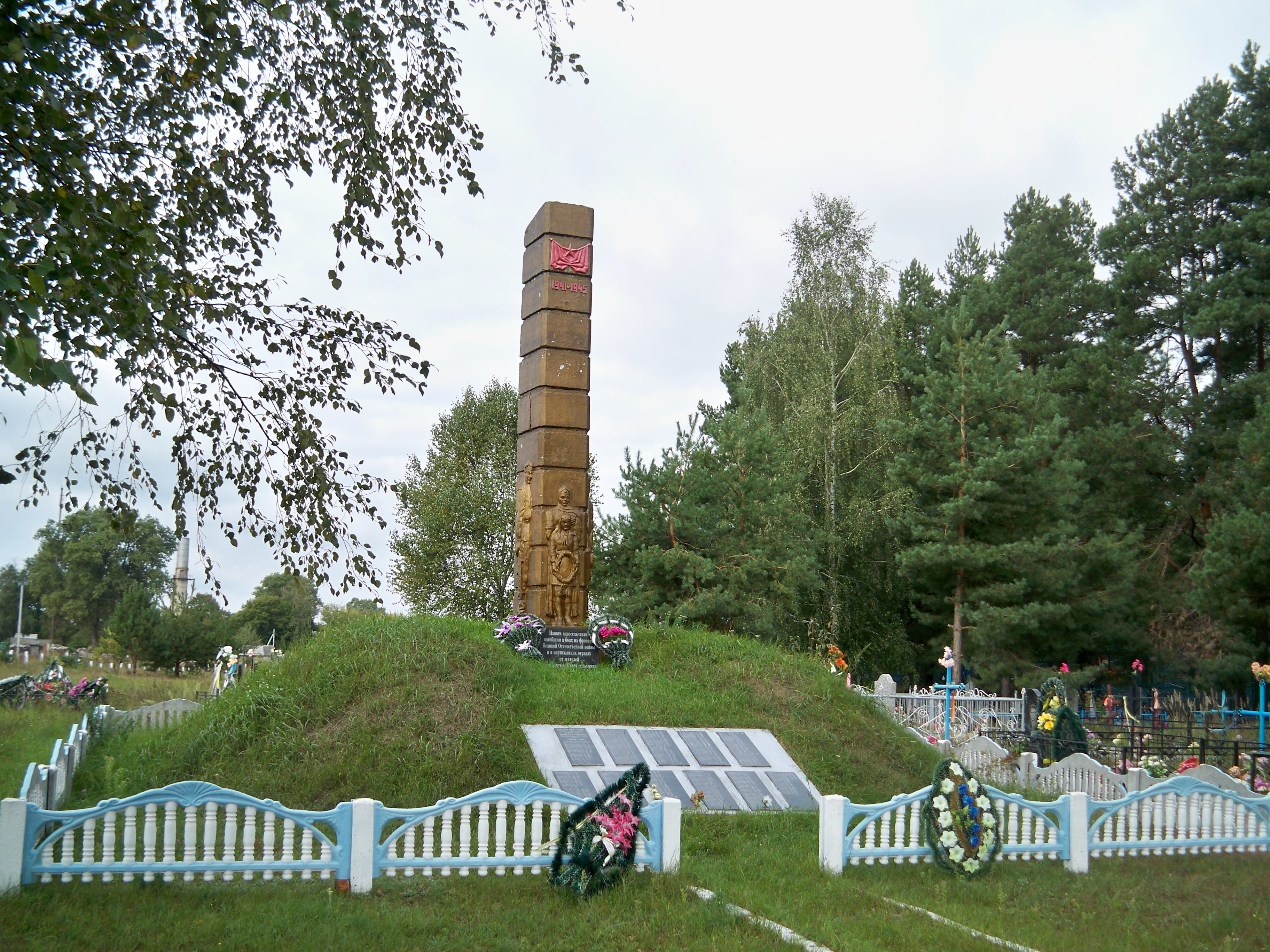
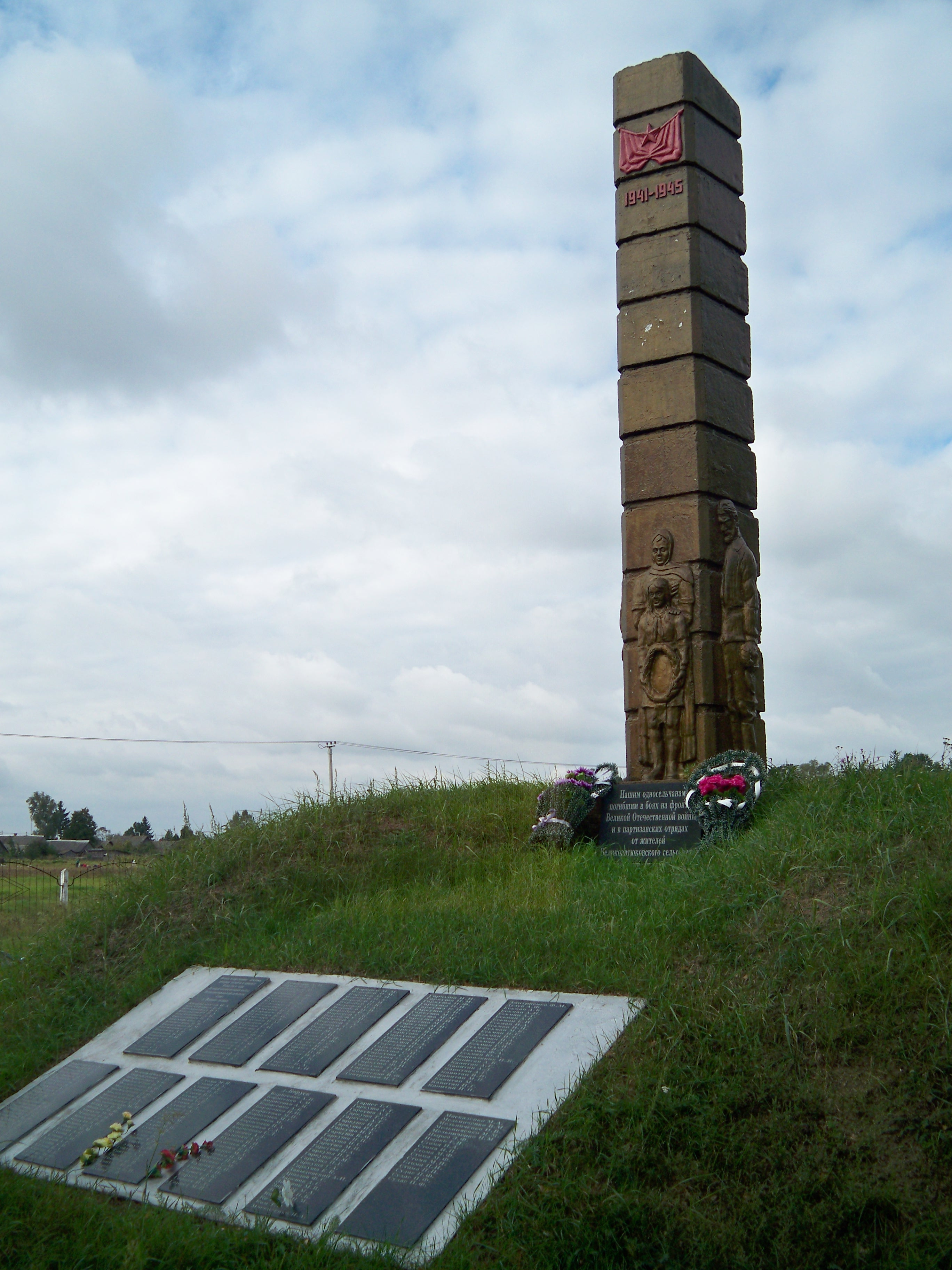
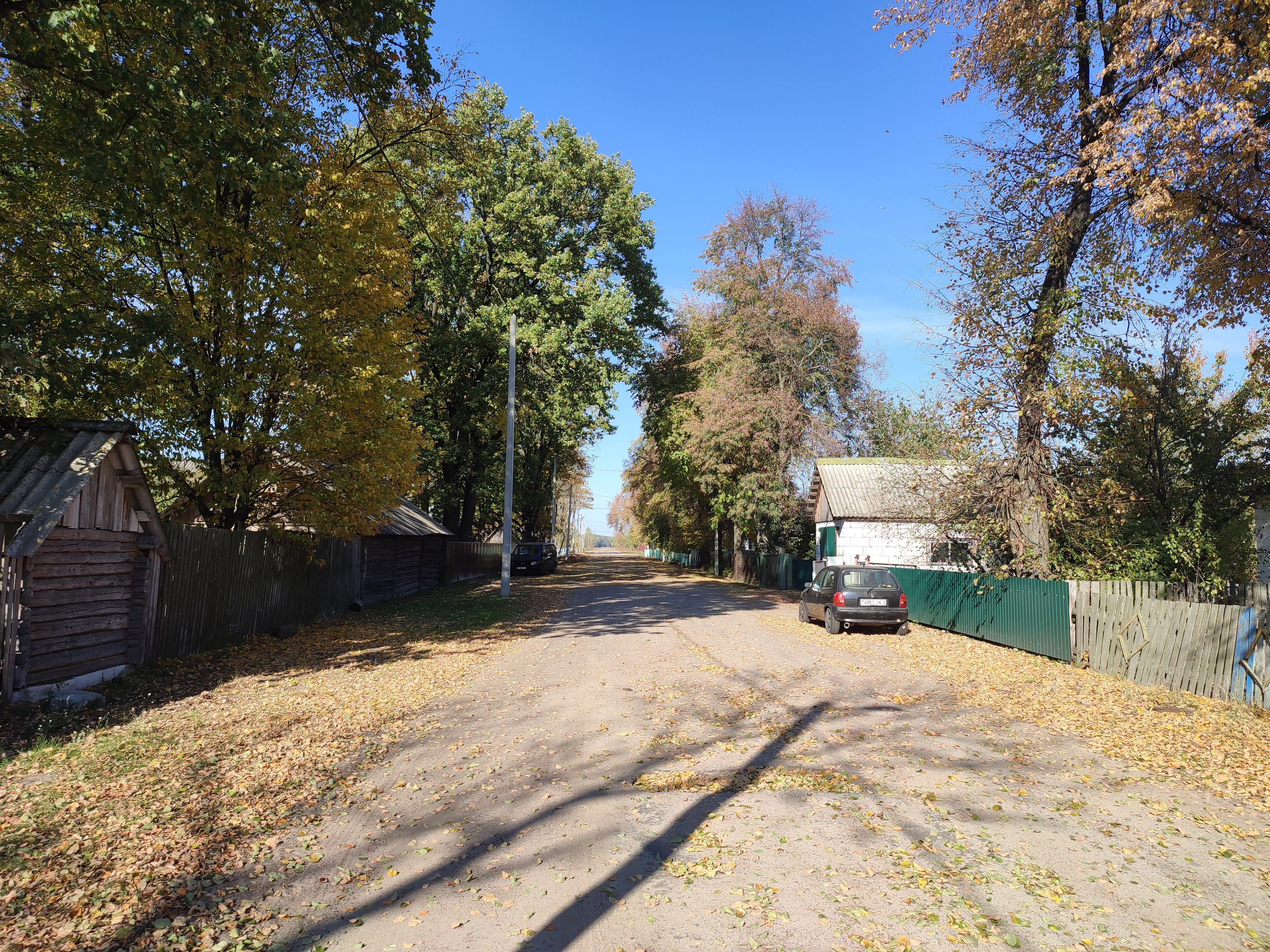
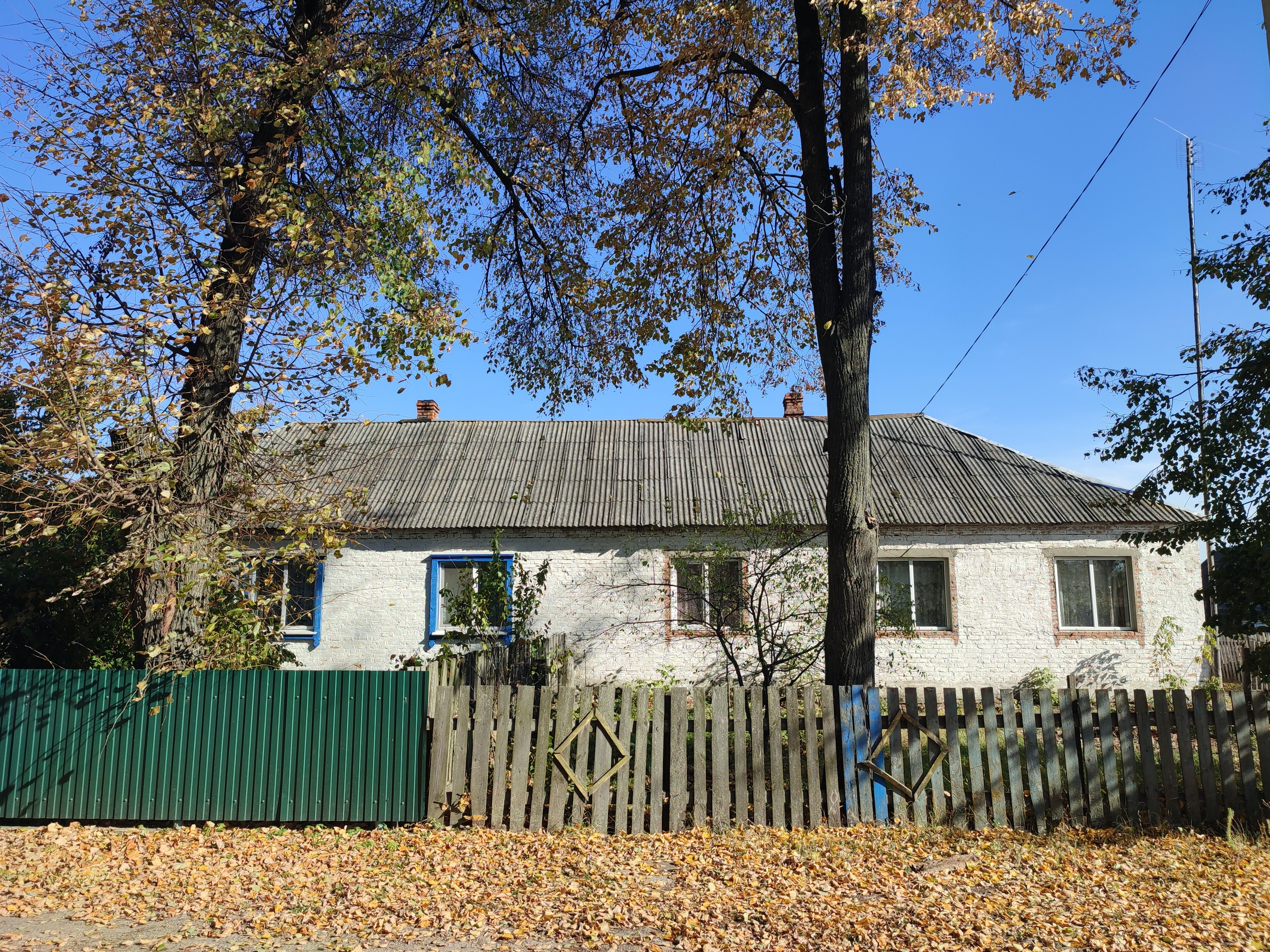
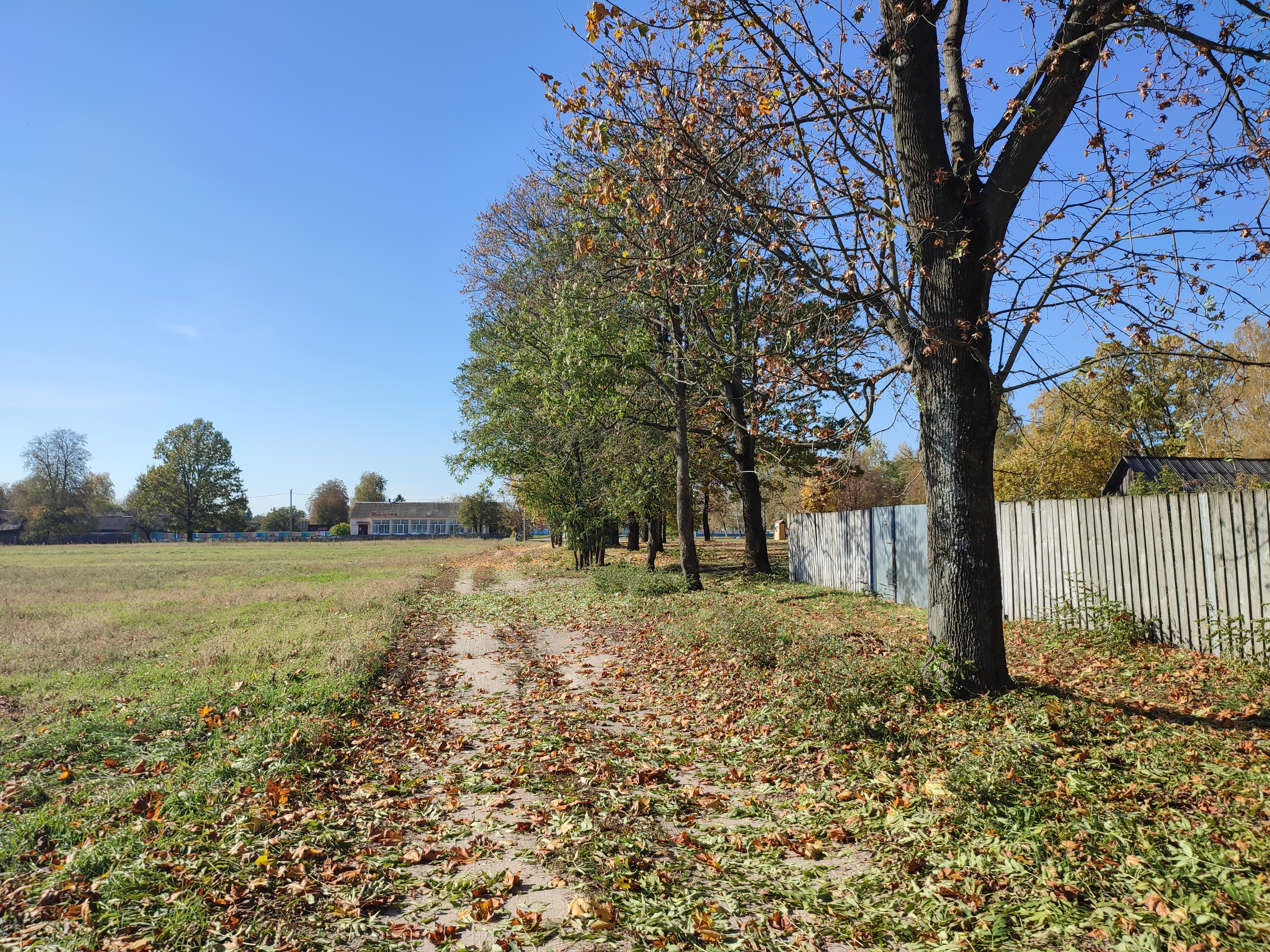
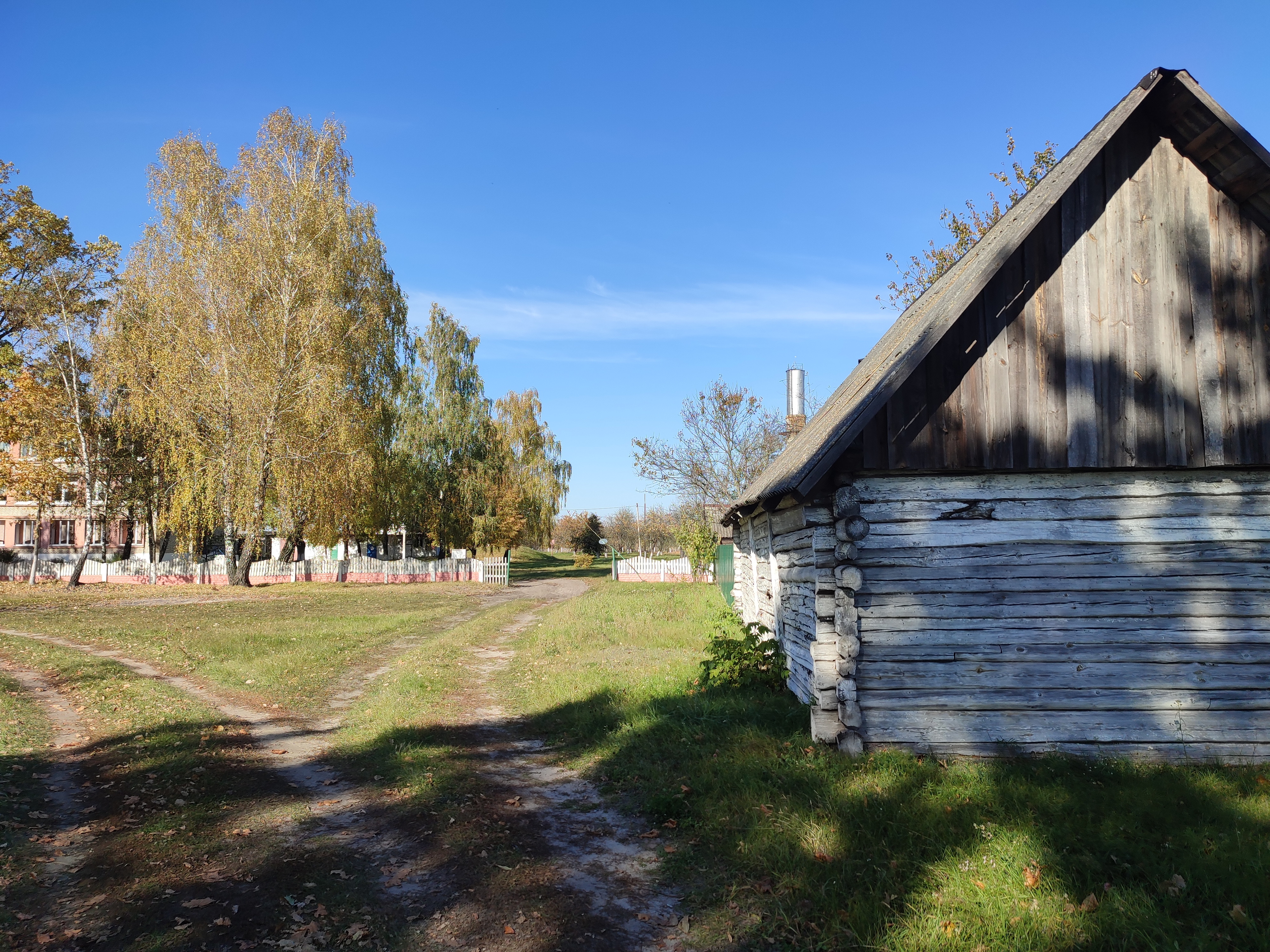
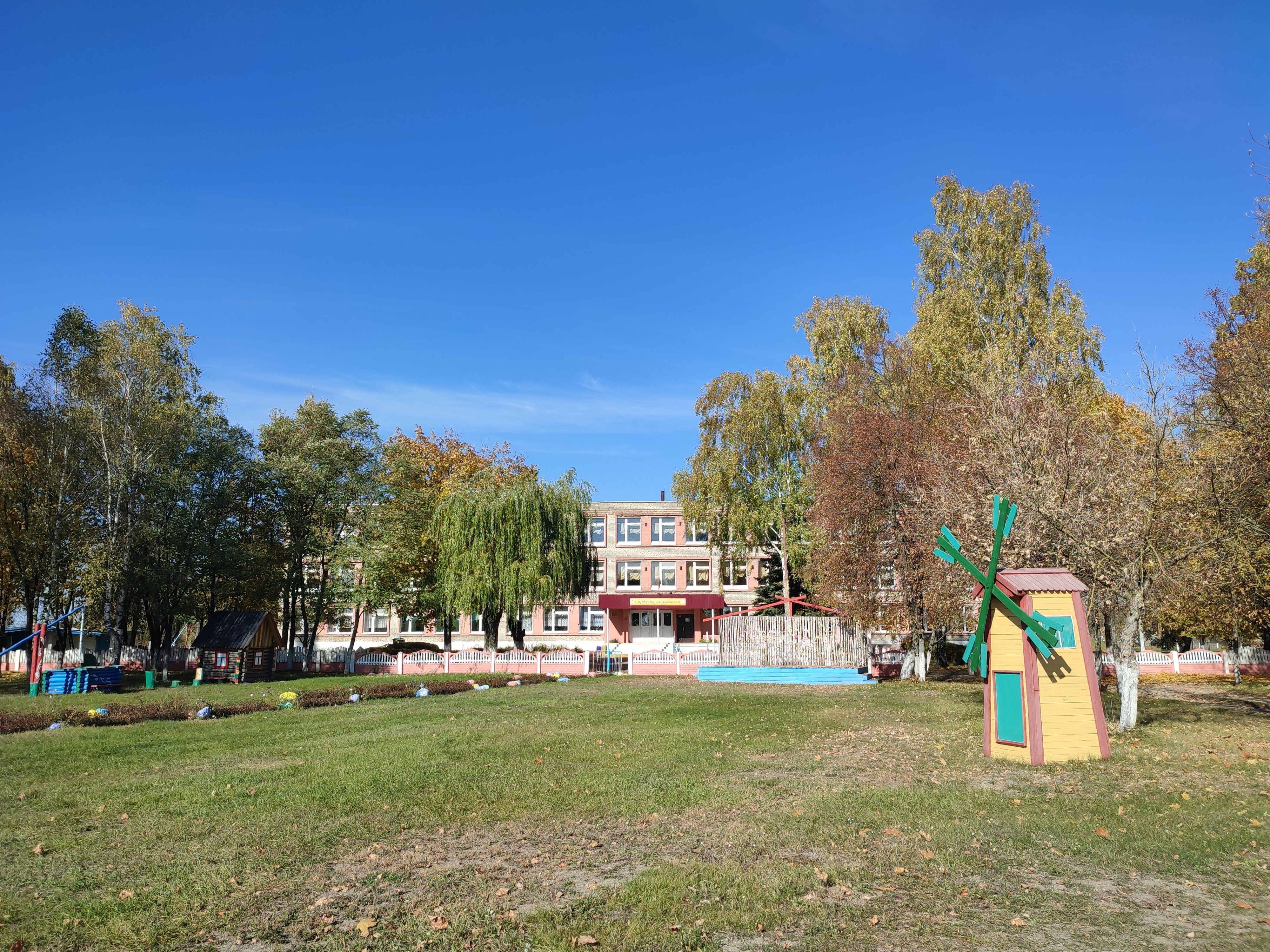
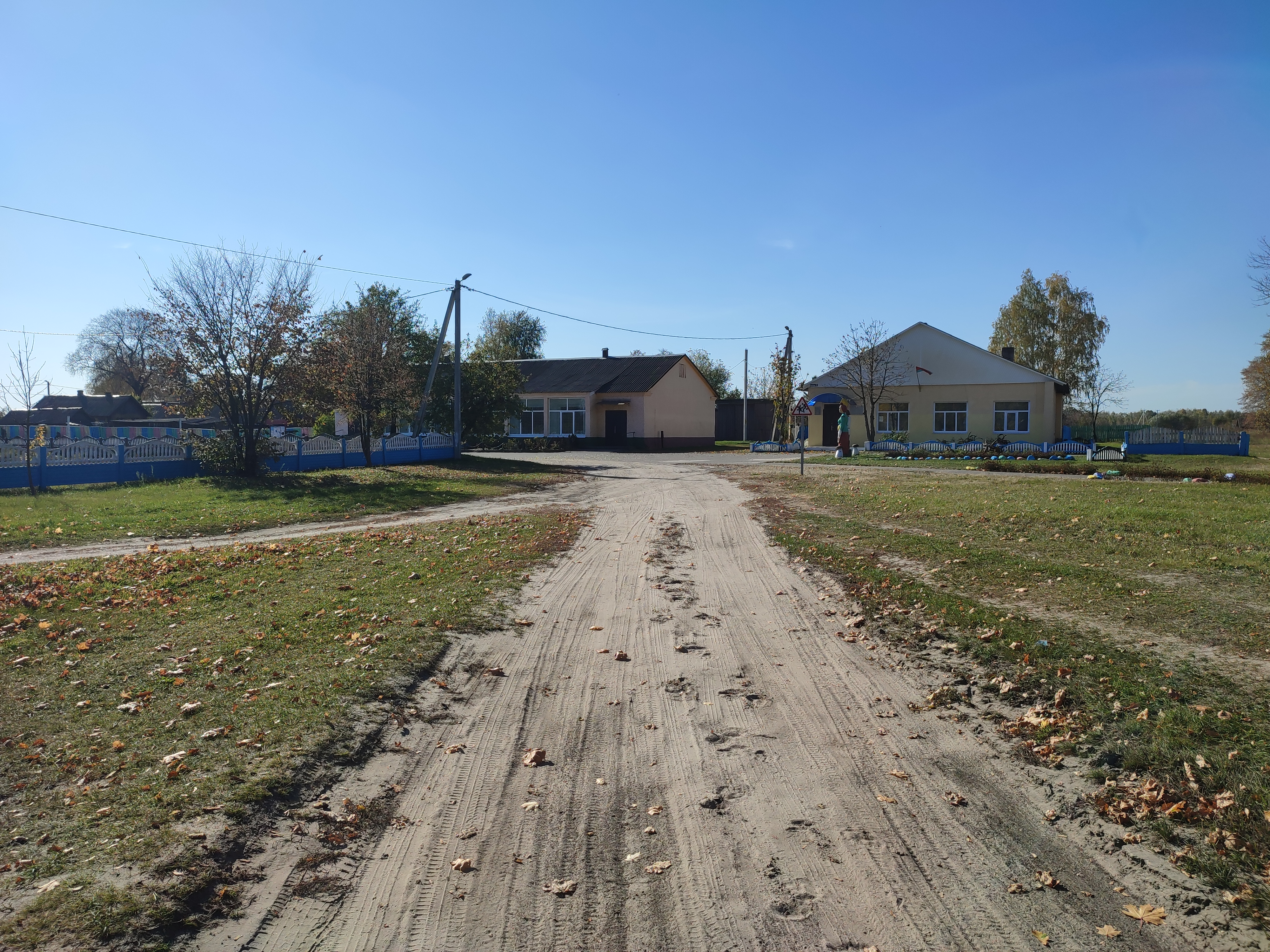
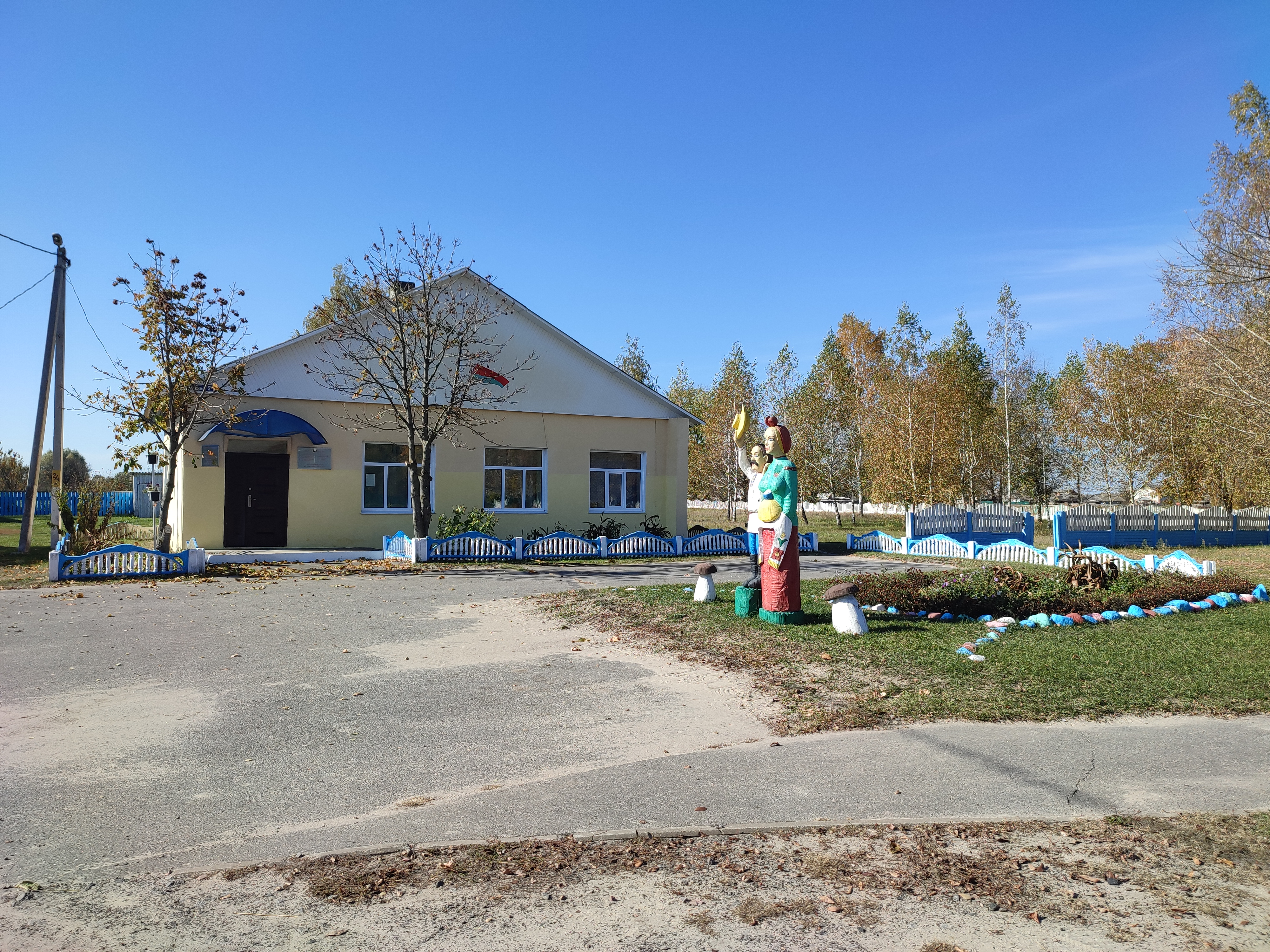
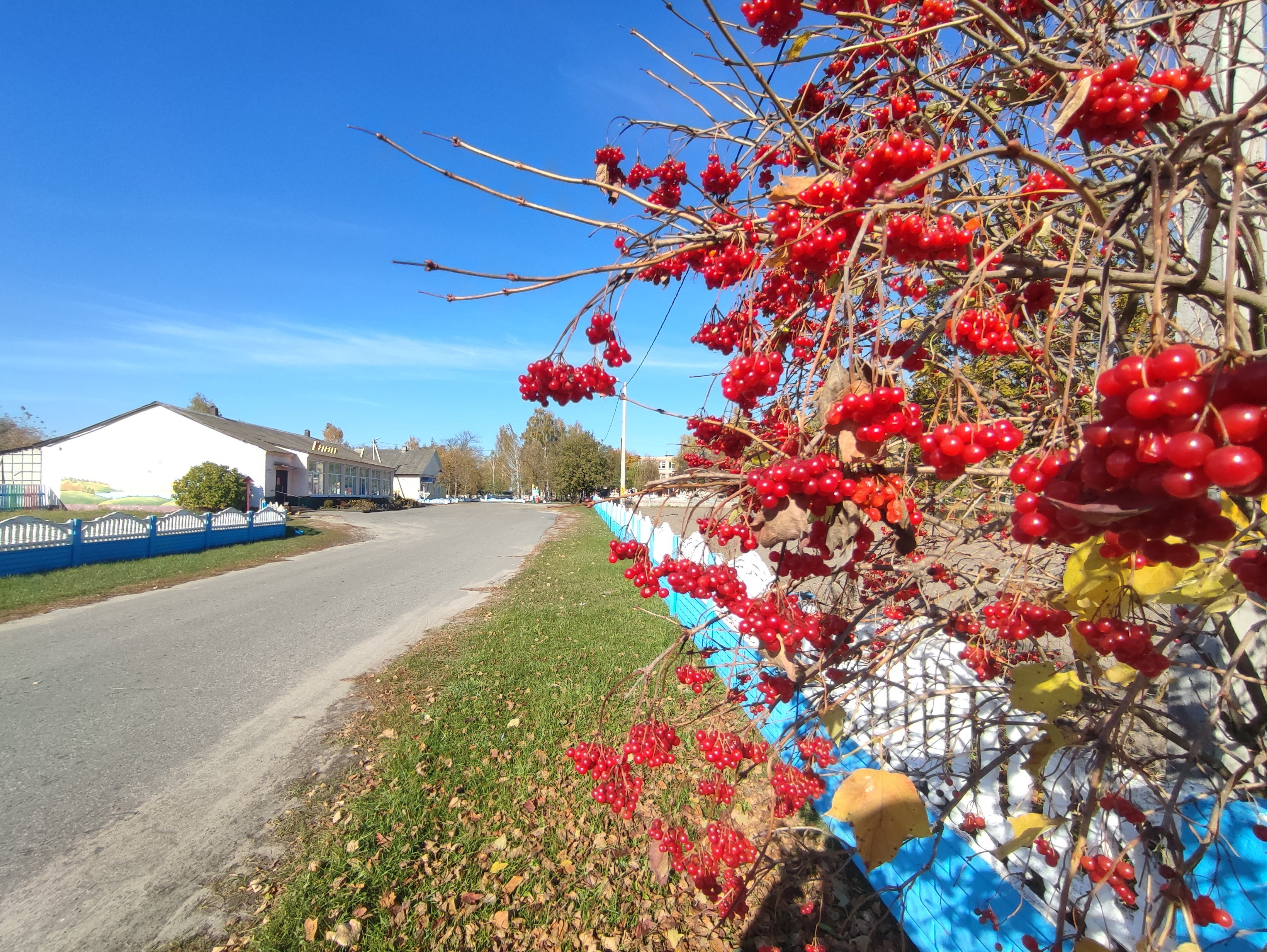
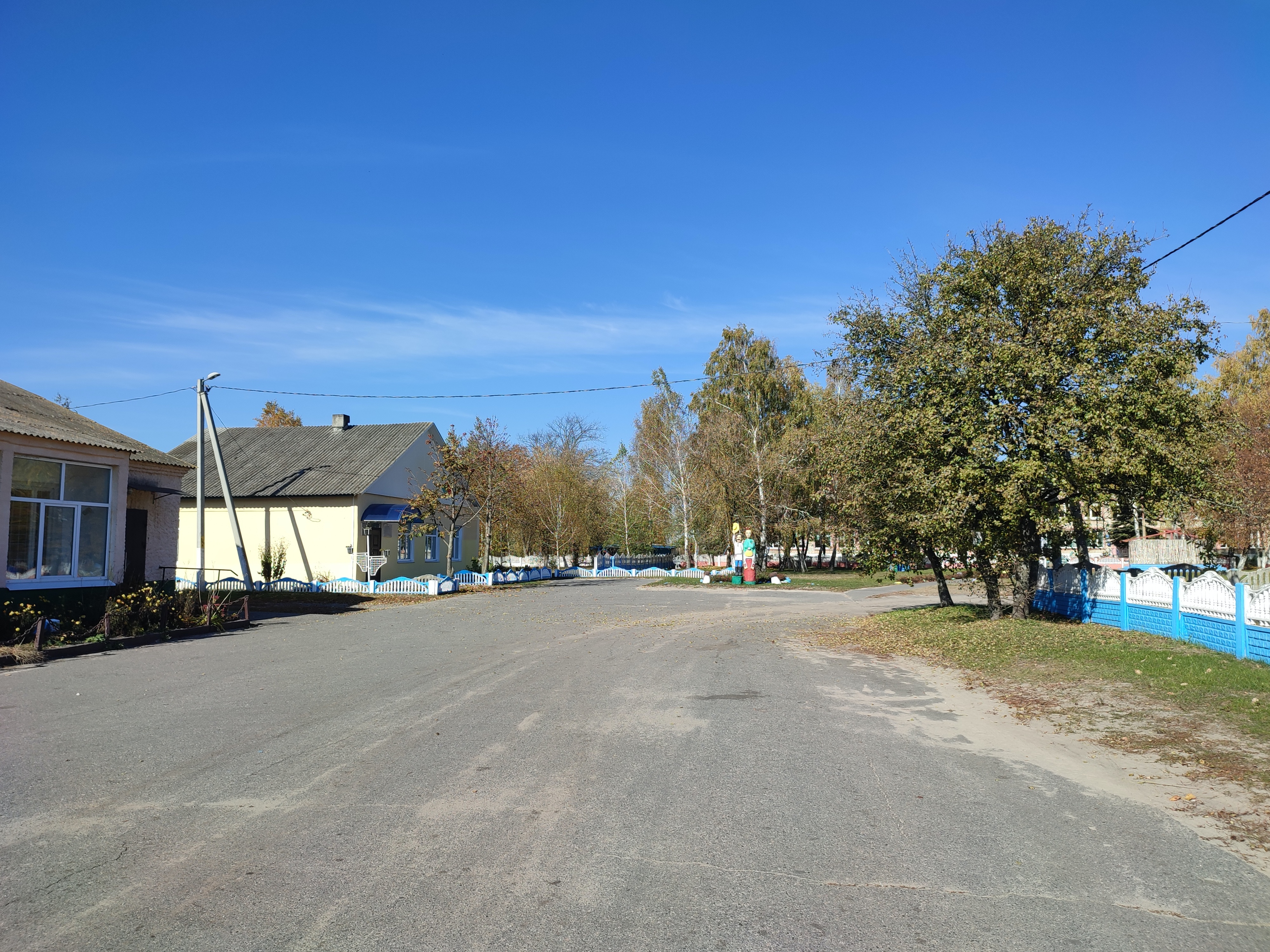
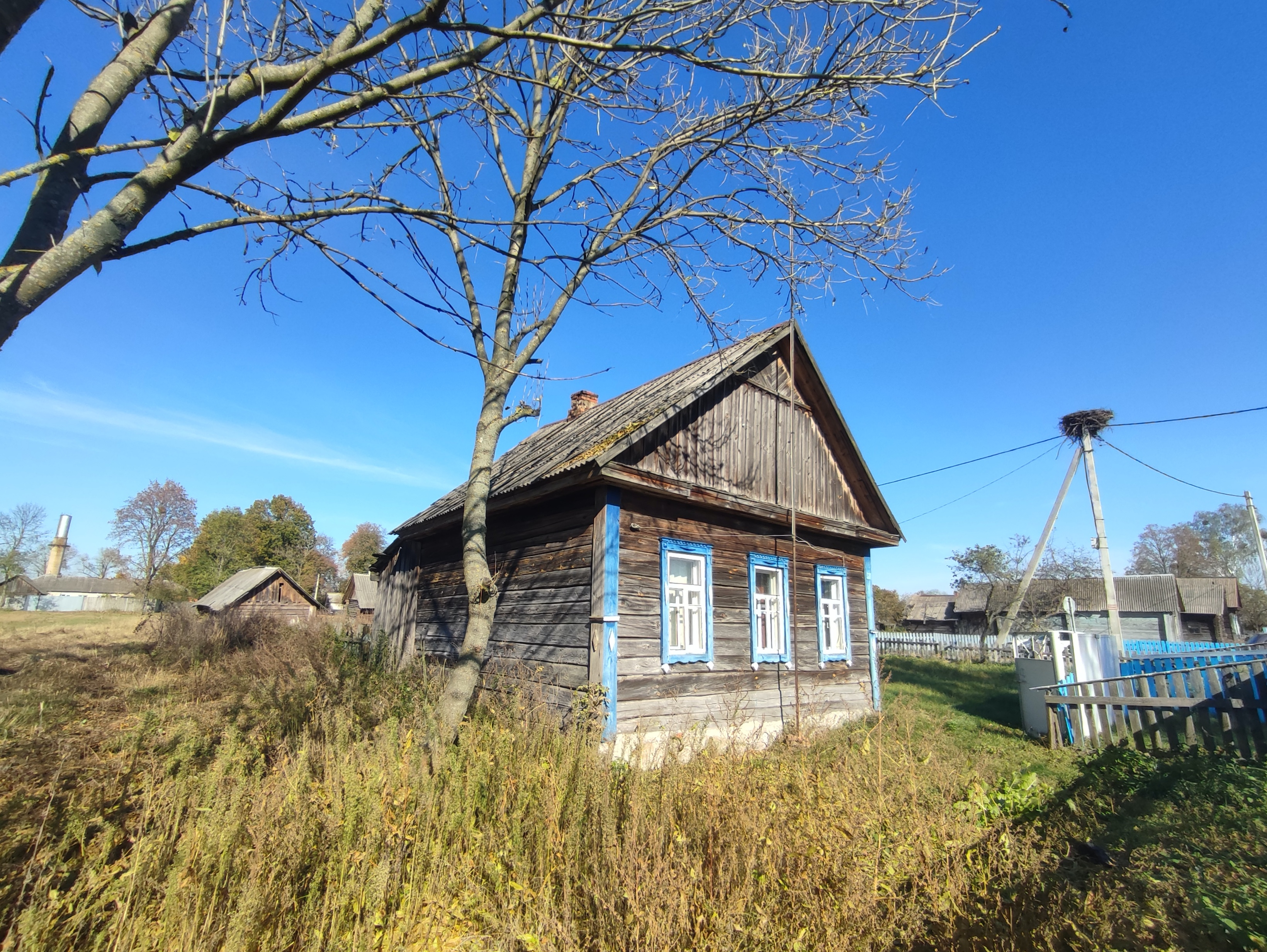

## Известные уроженцы
- Я. Р. Москаленко — Герой Советского Союза.